# Congelamento (medicina)
Il congelamento è una lesione locale che interessa una o più parti del corpo di un organismo vivente in seguito all'azione del freddo sui tessuti. Tale evento si manifesta quando la temperatura del corpo scende a -3,9 gradi Celsius (sotto i 25 gradi Fahrenheit).

## Epidemiologia
Le parti più colpite sono il naso, le orecchie, le dita e i piedi, questo perché sono le parti del corpo più esposte; tale manifestazione si è molto diffusa, basti pensare ai senzatetto o a chi compie spedizioni nelle montagne.

## Sintomatologia
Fra i sintomi e i segni clinici ritroviamo:
- Anossia[4]
- Edema
- Formazione di vescicole
- Formazione di necrosi

Una volta che avviene lo scongelamento sono altri i disturbi che la persona avverte o vengono segnalati tramite esami:
- Gangrena
- Ecchimosi
- Dolore

## Diagnosi
Nell'effettuare la diagnosi bisogna distinguere a prima analisi possibili traumi, sindrome da immersione e l'ischemia arteriosa periferica.

## Tipologia

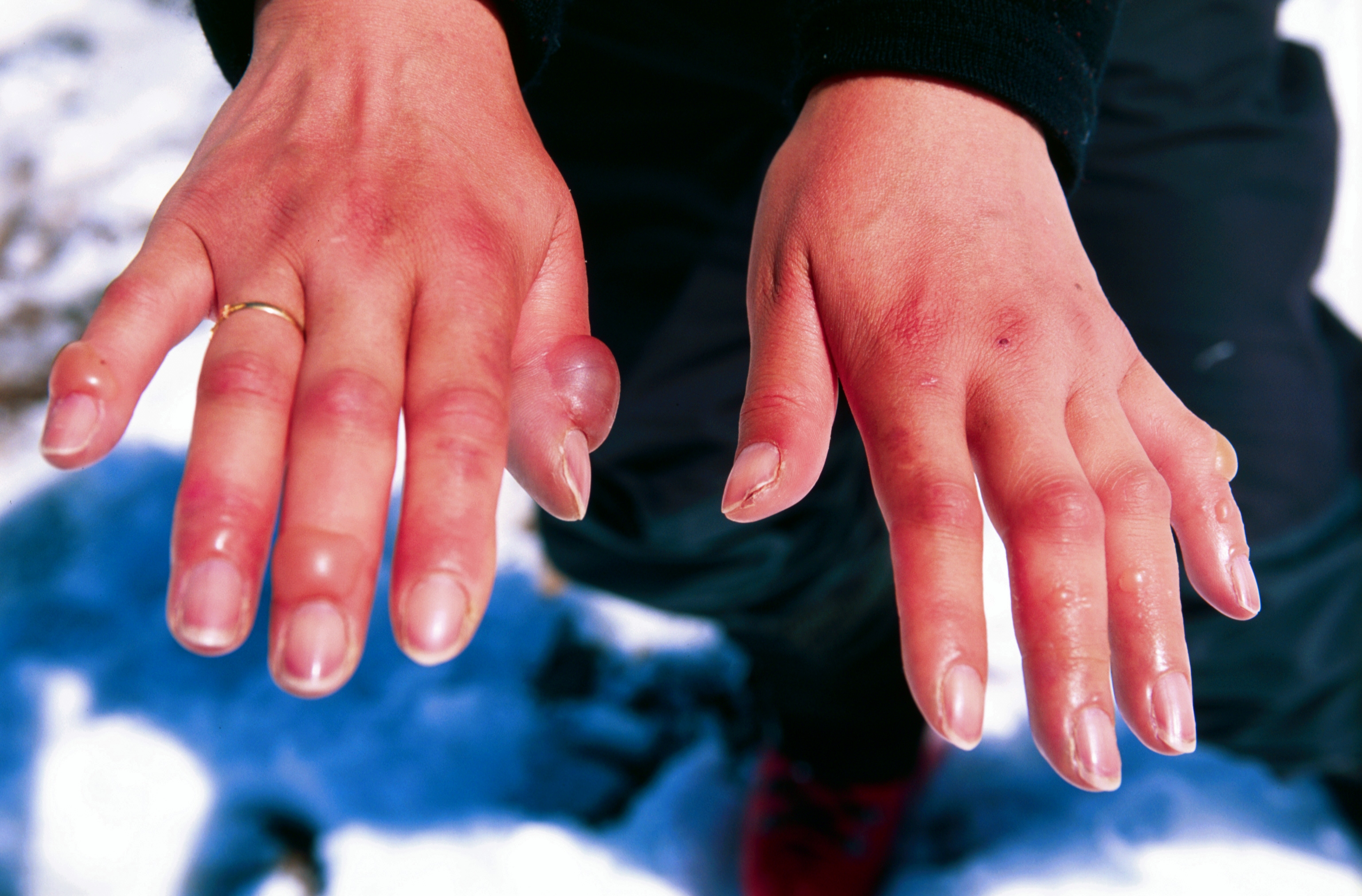
Un esempio di congelamento alle mani

I metodi per suddividere il congelamento da un punto di vista clinico sono due:
Il primo è quello di verificare se vi sia perdita del tessuto o meno (superficiale o profondo a seconda dei casi), il secondo più utilizzato, è una differenziazione comparata alle ustioni, ovvero quando il danno è già avvenuto, anche perché risulta molto difficile nei primi momenti comprendere di quale grado si tratti.
Possiamo distinguere il congelamento di I, di II, di III e di IV grado:
- Il congelamento di I grado si manifesta con un iniziale intorpidimento e formicolio, soprattutto nelle estremità delle articolazioni. Si tratta di una reazione di autodifesa da parte dell'organismo, che limita la circolazione sanguigna determinando una vasocostrizione per evitare ogni dispersione del calore e limitare i danni; si può risolvere rimanendo in un luogo più caldo.
- Il congelamento di II grado è caratterizzato dalla formazione di bolle o flittene e l'edema spesso raggiunge gli strati dell'epidermide o il derma.
- Il congelamento di III grado si ha per lunga esposizione al gelo e in questo caso intervengono le cellule della risposta immunitaria e si instaura un processo infiammatorio e si giunge a necrosi.
- Il congelamento di IV grado si verifica quando le zone congelate vanno in gangrena: intervengono i macrofagi a fagocitare le cellule morte e i fibroblasti a sintetizzare nuove componenti del tessuto come fibre collagene, GAG ecc..; nell'area necrotizzata si possono facilmente impiantare batteri anaerobi che a loro volta portano il tessuto in putrefazione. Se l'arto non viene amputato si ha il rischio di setticemia cioè infezione batterica a livello del sangue.

In seguito ad ulteriore esposizione al freddo, subentrano degli effetti generali sull'intero organismo, tale situazione viene denominata ipotermia sistemica o assideramento.

## Terapia

### Primo soccorso
Il primo soccorso nei casi di congelamento comporta in primo luogo la necessità, ove ciò sia possibile, di trasportare la vittima in un rifugio riparato e di sostituire gli indumenti bagnati con altri asciutti. Le parti congelate dovranno essere riscaldate con gradualità, evitando il contatto diretto con oggetti molto caldi; questo è estremamente importante perché un riscaldamento eccessivo causerebbe gravi ferite a causa dell'immediata espansione dei vasi. All'infortunato è opportuno somministrare bevande zuccherate calde, mentre dovranno assolutamente essere evitati gli alcolici. Se il paziente presenta segni di ipotermia, questa va trattata con precedenza.
Per quanto riguarda la forma più profonda la temperatura dell'acqua deve essere di 40,6 gradi Celsius.

### Farmacologica
Per velocizzare il riscaldamento della persona si possono iniettare (somministrazione in endovena) degli oppiacei, in seguito vengono applicate delle opportune creme aloe (ogni 6 ore). In contemporanea per via orale si somministra l'ibuprofene. Altri studi invece hanno sperimentato l'utilizzo di vitamina C e Acido acetilsalicilico

### Chirurgica
L'amputazione della parte congelata (soprattutto nel caso delle mani) deve occorrere soltanto quando la necrosi (la morte dei tessuti) è irreversibile. Bisogna attendere giorni, anche settimane prima di decidere in tal senso. Attualmente si stanno sperimentando nuove metodologie di impiego terapeutico per evitare il trattamento chirurgico.

## Prognosi
La prognosi dipende dalla rapidità di intervento dei primi soccorsi base e dalla gravità del fenomeno.